# コガネムシ科

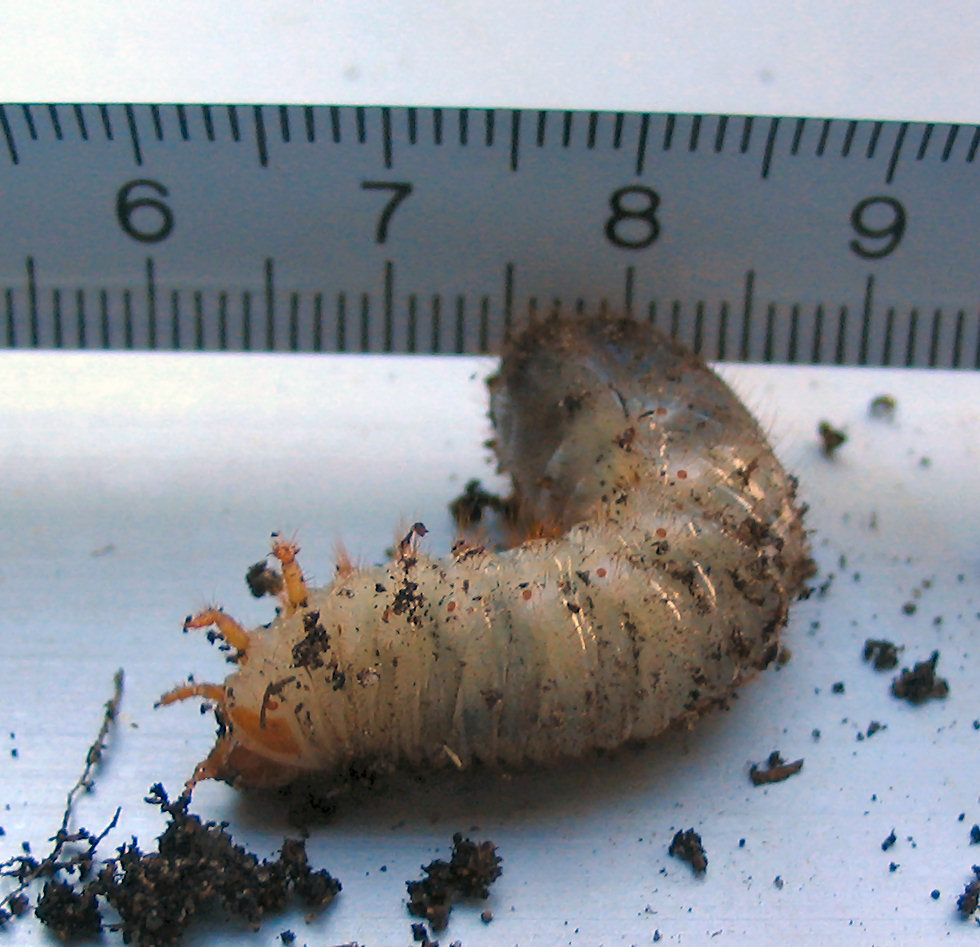
コガネムシ科の幼虫。手前左側が頭部

コガネムシ科（コガネムシか、Scarabaeidae）は、コウチュウ目（鞘翅目）の分類群の一つ。カブトムシ、コガネムシ、カナブン、ハナムグリなどに加え、ダイコクコガネやマグソコガネなどの糞虫も多く含む。

## 概要
熱帯から亜寒帯まで、全世界に約3万種、うち日本には約360種が分布する。なお日本の360種のうち、3分の1は糞虫である。

### 成虫
大きさは2mmほどのマグソコガネ類から15cmを超えるヘラクレスオオカブトまで多種多様で、外見もカブトムシ類のように角を持つものやコガネムシ類のように金属光沢を持った鮮やかな体色のものなど変異に富んでいる。
成虫の体は他の甲虫類と同様に硬い外皮に覆われる。基本的な体型は前後に細長い長円形で、背中側が膨らんだドーム状をしている。触角は短く、先が掌状に開く。脚はがっしりしていて、脛節に数本の棘が並び、脚先に鉤爪がある。特に糞虫類は脚で土や糞を掻き分けるため、脚の脛節が幅広く、棘も大きく発達している。
糞虫以外のコガネムシ類の成虫は、植物の葉、花、茎、樹液などを食べる。大顎は小さく、手で捕えても噛みつくことはないが、コーカサスオオカブトのように気性の荒い種やマメコガネやサイカブトのように農作物に被害を与える害虫となるものもいる。

### 幼虫
幼虫は大顎が発達した硬い頭部、頭部付近にくっついた短い脚、短い毛に覆われた白くて柔らかい体を持つ。また、体側には小さな気門が開く。全ての種類が糞や朽ち木などを含む地中に潜りこんで生活することから、日本ではジムシ（地虫）などと呼ばれる。これらの幼虫を地面から掘り出すと体をC字に折り曲げていることが多い。幼虫は自分の周囲の糞や朽ち木、腐植土、植物の根などを食べて育つが、植物の根を食べるものはやはり農業害虫となる場合がある。

## 分類
多くの亜科に分けられる。また、近縁のセンチコガネ科（Geotrupidae）をセンチコガネ亜科として組みこむこともある。
- ニセマグソコガネ亜科 Aegialiinae
- マグソコガネ亜科 Aphodiinae - マグソコガネなど
- ハナムグリ亜科 Cetoniinae - カナブン、アオカナブン、クロカナブン、ハナムグリ、シロテンハナムグリ、シラホシハナムグリ、コアオハナムグリなど
- カブトムシ亜科 Dynastinae - カブトムシ、コカブトなど。外国産のものはサイカブト、ヘラクレスオオカブト、アトラスオオカブトなど多数
- テナガコガネ亜科 Euchirinae - ヤンバルテナガコガネなど
- ヒゲブトハナムグリ亜科 Glaphyrinae
- アシナガコガネ亜科 Hopliinae  - ヒメアシナガコガネ
- Idiostominae 亜科
- コフキコガネ亜科 Melolonthinae - ヒゲコガネ、コフキコガネ、クロコガネなど
- アカマダラセンチコガネ亜科 Ochodaeinae
- Orphninae 亜科
- Pachypodinae 亜科
- Phaenomerinae 亜科
- Phileurinae 亜科
- スジコガネ亜科 Rutelinae - マメコガネ、コガネムシ、スジコガネ、アオドウガネ、ドウガネブイブイ、コイチャコガネなど多数
- タマオシコガネ亜科 Scarabaeinae - マメダルマコガネ、ダイコクコガネ、ゴホンダイコクコガネ、ツノコガネ、エンマコガネ、ニジイロダイコクコガネなど
- ビロウドコガネ亜科 Sericinae - ビロウドコガネ、チャイロコガネなど
- Taurocerastinae 亜科
- トラハナムグリ亜科 Trichinae - オオチャイロハナムグリ
- ヒラタハナムグリ亜科 Valginae

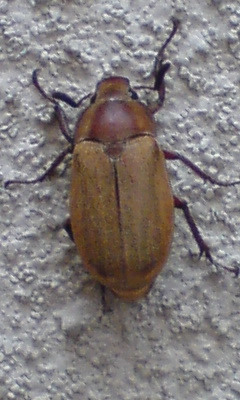
コフキコガネ
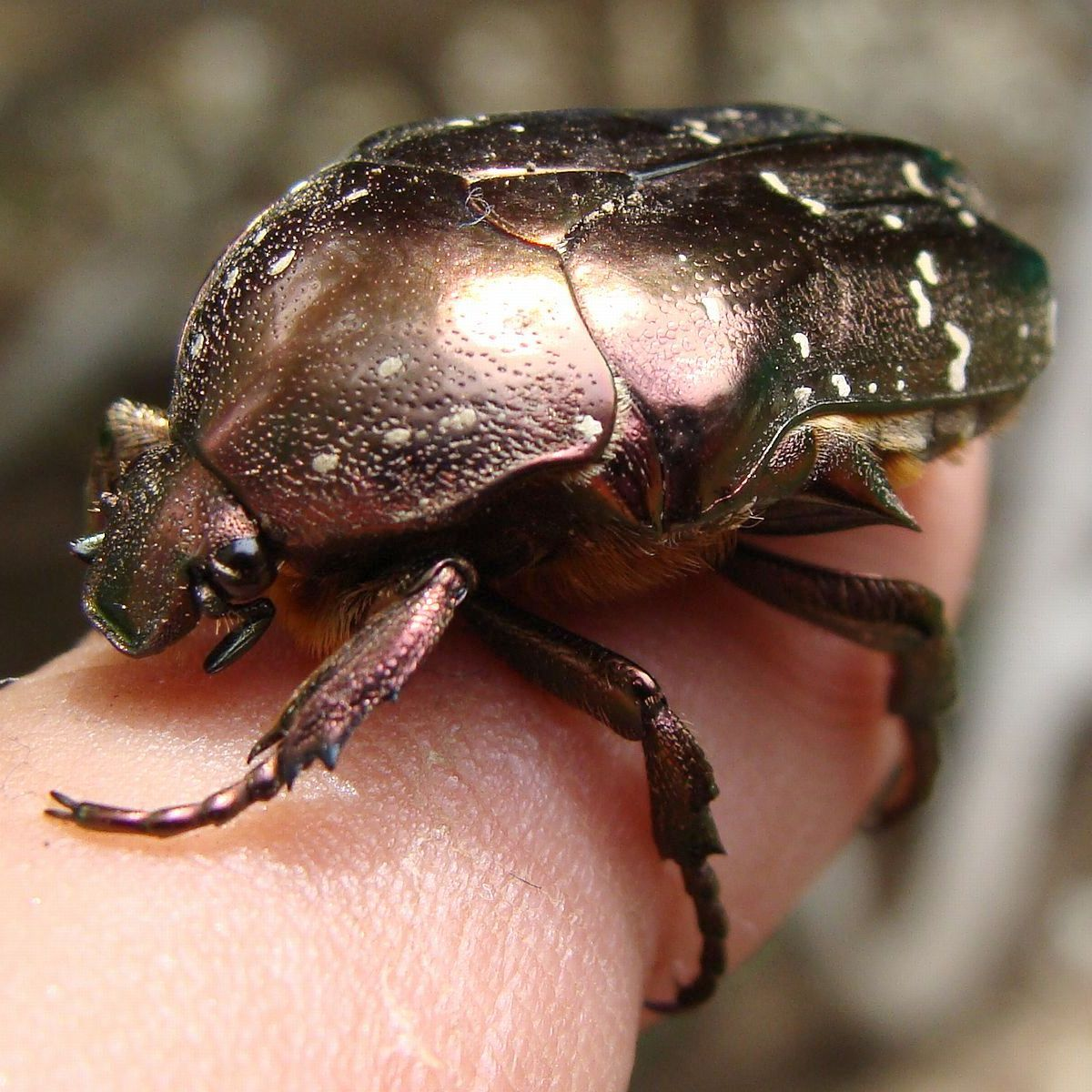
シロテンハナムグリ